# Джаллох, Мохамед Джульдех
Мохамед Джульдех Джаллох (англ. Mohamed Juldeh Jalloh; род.1971, Сефаду, Сьерра-Леоне) — государственный и политический деятель Сьерра-Леоне. Вице-президент страны с 4 апреля 2018 года. Политолог, бизнесмен и бывший сотрудник Организации Объединенных Наций. Является членом Народной партии Сьерра-Леоне.

## Биография
Получил степень бакалавра в области политологии в колледже Фура-Бей, степень магистра в области политологии Университета Ибадана в Ибадане, Нигерия; и докторскую степень в Бордоском университете в Бордо, Франция. Свободно владеет несколькими языками, включая английский и французский.
В 2000 году начал работать в Организации Объединённых Наций в должности сотрудника по программам миссии ООН в Республике Косово. Он также являлся членом совета старших советников в стабилизационной миссии Организации Объединенных Наций в Мали и в регионе Сахеля.
Исповедует ислам. Родился и вырос в Сефаду, округ Коно в восточной части Сьерра-Леоне. Является членом этнической группы фульбе.